# Stilobezzia ensistyla
Stilobezzia ensistyla är en tvåvingeart som beskrevs av Chaudhuri, Guha och Gupta 1981. Stilobezzia ensistyla ingår i släktet Stilobezzia och familjen svidknott. Inga underarter finns listade i Catalogue of Life.